# Grön eld (film)
Grön eld är en amerikansk film från 1954, regisserad av Andrew Marton.
Filmen handlar om gruvingenjören Rian Mitchell Carrero som försöker ta kontroll över en smaragdgruva i Colombia.

## Rollista (i urval)
- Stewart Granger – Rian X. Mitchell
- Grace Kelly – Catherine Knowland
- Paul Douglas – Vic Leonard
- John Ericson – Donald Knowland
- Murvyn Vye – El Moro
- José Torvay – Manuel
- Robert Tafur – Father Ripero
- Joe Dominguez – Jose
- Nacho Galindo – Officer Perez